# Florida Suite
Florida Suite est une suite pour orchestre du compositeur anglais Frederick Delius, composée en 1887, à Leipzig, à partir d’esquisses notées durant la période où Delius gérait une  plantation d'orangers en Floride. L’œuvre est inspirée par son paysage et de la culture, principalement centrée autour du fleuve Saint Johns. 
Pendant ces années en Floride, Delius s’est intéressé aux chants des anciens esclaves noirs des États confédérés d'Amérique. N’ayant aucune formation musicale, il étudia la musique avec un organiste à Jacksonville. 
Cette suite est devenue l’une des œuvres les plus populaires du compositeur. Le premier mouvement offre une première version de la chanson « La Calinda », qui sera reprise dans l’opéra Koanga.  
Hans Sitt a dirigé la première exécution de l'œuvre en 1888 à Leipzig, en audition privée à laquelle assista Edvard Grieg. 
Sir Thomas Beecham, devenu un champion de l’œuvre de Delius, obtint la partition, dont il se servait pour diriger, par une copie du manuscrit original. 
La suite a été publiée en 1963. Une édition revue et corrigée a paru en 1986. 

## Présentation
L’œuvre est composée de quatre mouvements :
1. Daybreak — Dance (Aurore – Danse)
2. By the River (Au bord de la rivière)
3. Sunset — Near the Plantation (Crépuscule – près de la plantation)
4. At Night (De nuit)

## Source
- (en) Cet article est partiellement ou en totalité issu de l’article de Wikipédia en anglais intitulé « Florida Suite » (voir la liste des auteurs).